# Jatibarang Baru
Jatibarang Baru is een bestuurslaag in het regentschap Indramayu van de provincie West-Java, Indonesië. Jatibarang Baru telt 9166 inwoners (volkstelling 2010).